# Pseudopoda khimtensis
Pseudopoda khimtensis là một loài nhện trong họ Sparassidae.
Loài này thuộc chi Pseudopoda. Pseudopoda khimtensis được Peter Jäger miêu tả năm 2001.